# Fachhochschule Oldenburg/Ostfriesland/Wilhelmshaven
Die Fachhochschule Oldenburg/Ostfriesland/Wilhelmshaven (abgekürzt FH O/O/W, FH-OOW oder FHOOW) war eine deutsche Fachhochschule. Sie wurde am 1. Januar 2000 gegründet und bestand bis zum 31. August 2009. Mit ihr entstand die größte Fachhochschule Niedersachsens mit einem Haushaltsvolumen von mehr als 60 Millionen Euro sowie etwa 10.000 Studenten und über 800 Mitarbeitern, davon etwa 300 Professoren.
Die Hochschule entstand durch die Zusammenlegung der unten näher beschriebenen ehemals selbständigen Fachhochschule Oldenburg, Fachhochschule Ostfriesland (Sitz Emden) und Fachhochschule Wilhelmshaven.
2009 wurde die Fachhochschule bereits wieder aufgeteilt. Aus ihr gingen am 1. September 2009 die Jade Hochschule, bestehend aus den ehemaligen Einrichtungen in Wilhelmshaven, Oldenburg und Elsfleth, und die Hochschule Emden/Leer hervor.
Der Fachhochschule war am Standort Emden ein Studienzentrum der Fernuniversität Hagen angegliedert.

## Struktur
Dem Präsidium gehörten neben der Präsidentin eine hauptamtliche Vizepräsidentin, zuständig für Personal und Finanzen, und drei nebenamtliche Vizepräsidenten an. Das Präsidium legte die Geschäftsbereiche einvernehmlich fest. Gemäß Grundordnung der FH O/O/W war je ein nebenamtlicher Vizepräsident zuständig für das Ressort
- Studium und Lehre
- Forschung und Technologietransfer
- Bibliothek und Rechenzentrum.

Verteilt auf fünf Studienorte, die zwischen 20 und 84 km auseinander liegen, bot die Hochschule 70 verschiedene Studiengänge an. Die meisten Studierenden besuchten die Studienorte Emden und Wilhelmshaven (etwa je ein Drittel), gefolgt von Oldenburg (etwa ein Sechstel) und Elsfleth (etwa 700 Studierende) und Leer (etwa 300 Studierende).
Die Fachhochschule kooperierte international mit anderen Hochschulen, teils mit rund 30-jähriger Tradition. In den letzten Jahren stand diese Ausrichtung durch die Einführung von auslandsorientierten Studiengängen weiter im Vordergrund.

## Geschichte

### Ursprünge

#### Fachhochschule Oldenburg
Die Fachhochschule am Studienort Oldenburg/Elsfleth ging zurück auf Einrichtungen aus dem 19. Jahrhundert. Bereits im Herbst 1877 wurde in der Nähe Oldenburgs eine Winter-Bauschule für Bauhandwerker gegründet, die über viele Umwege 1938 zur „Staatsbauschule, Fachschule für Hoch- und Tiefbau in Oldenburg“, 1968 zur „Staatlichen Ingenieurakademie“ und durch Zusammenschluss mit der Seefahrtschule in Elsfleth im Jahr 1971 schließlich zur „Fachhochschule Oldenburg“ wurde. Die Seefahrtausbildung in Elsfleth begann bereits 1832 durch Gründung einer privaten Navigationsschule. Vor der Fusion waren am Studienort Oldenburg/Elsfleth 2000 junge Menschen in den Fachbereichen Architektur, Bauingenieurwesen, Vermessungswesen und Seefahrt immatrikuliert.

#### Fachhochschule Ostfriesland
Die Fachhochschule Ostfriesland, die aus den Studienorten Emden und Leer bestand, ging auf einen Förderkreis aus dem Jahr 1971 zurück, der mit dem Ziel gegründet wurde, eine Hochschule in Ostfriesland aufzubauen. 1973 öffnete die Fachhochschule schließlich die Türen und ermöglichte den ersten 131 Studierenden das Studieren in den Fächern Sozialwesen, Seefahrt und Wirtschaft. Bis 1980 konnten 750 Studierende verzeichnet werden; kurz vor der Fusion waren es knapp 3000.

#### Fachhochschule Wilhelmshaven
Vorgängerinstitutionen der Fachhochschule am Studienort Wilhelmshaven waren die Akademie für Betriebswirte, die letztlich ihre Wurzeln in der 1947 gegründeten Fachschule für wirtschaftliche Betriebsführung hatte, und die staatliche Ingenieurakademie, die 1961 als vierte Ingenieurschule für Maschinenbau und Elektrotechnik in Niedersachsen errichtet wurde. Beide Akademien wurden 1971 zur Fachhochschule Wilhelmshaven zusammengeführt und neu gegründet. In wenigen Jahren traten zu den klassischen Fachbereichen Elektrotechnik, Maschinenbau und Wirtschaft die zwei neuen Fachbereiche Feinwerktechnik und Wirtschaftsingenieurwesen hinzu; die an der FH Wilhelmshaven immatrikulierte Anzahl an Studentinnen und Studenten wuchs von anfangs 700 bis zum Jahr 1999 auf rund 3000 Studierende an.

### Zusammenschluss

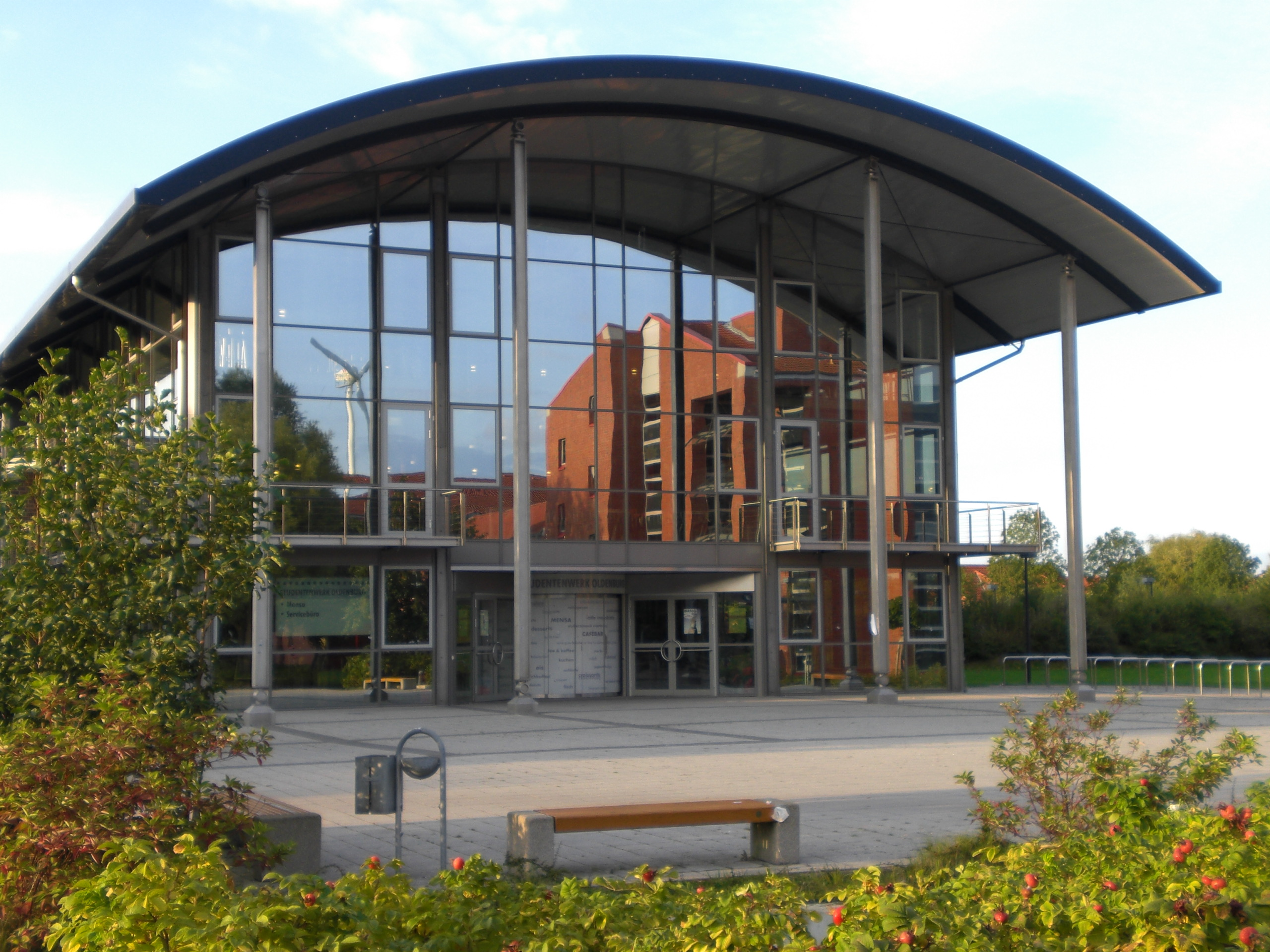
Neue Emder Mensa

Die Fachhochschule Oldenburg/Ostfriesland/Wilhelmshaven wurde im Jahr 2000 durch Zusammenschluss der ehemals selbstständigen Fachhochschulen an diesen Studienorten gegründet.
Der Fusion vorausgegangen war ein Kooperationsvertrag zwischen den drei alten Fachhochschulen, der auf Drängen des Landes geschlossen wurde. Im Jahr 1999 betrachtete das Land Niedersachsen den (lockereren) Kooperationsvertrag als gescheitert und verabschiedete im Landtag am 11. November 1999 ein Gesetz, das die Fusion zu einer Fachhochschule zur Folge hatte. Das Gesetz führte an den Standorten zu Protesten der Beschäftigten, Studierenden und in der Öffentlichkeit. Es wurden mehrere tausend Unterschriften an den Standorten gesammelt, die gemeinsam im niedersächsischen Landtag übergeben wurden. In den großen Standorten kam es sogar zu Demonstrationen.
Für die ersten zwei Jahre der Fachhochschule Oldenburg/Ostfriesland/Wilhelmshaven wurde vom Land Arno Jaudzims zum Übergangspräsidenten bestimmt, bevor im Jahr 2002 die Fachhochschule – wie üblich – ihre Leitung durch die neu gewählten Hochschulgremien selbst bestimmen durfte. Aufgabe Jaudzims war die Einleitung von ersten strukturellen und personellen Veränderungen, die für eine Hochschule erforderlich waren.
Im Mai 2003 setzte das Niedersächsische Ministerium für Wissenschaft und Kultur eine Gutachtergruppe ein mit der Bitte, „die Fusion der drei Fachhochschulen Oldenburg, Ostfriesland und Wilhelmshaven zu einer Hochschule zu evaluieren und Empfehlungen zur Weiterentwicklung der Hochschule zu geben“.
Die Gutachtergruppe kam im November 2003 zu dem Ergebnis, dass die Fusion an sich verstanden und akzeptiert wurde, sich jedoch die Blickweise von vielen Befragten zu sehr auf den eigenen Studienort konzentriere. In der Gutachtergruppe entstand der Eindruck, dass die Hochschule insgesamt lediglich durch die Präsidentin und die hauptamtliche Vizepräsidentin vertreten werde, während die örtlichen Vizepräsidenten sich zu sehr als Standortvertreter der einzelnen Hochschulstandorte zu sehen schienen. Im Hinblick auf die Hochschulstruktur wird empfohlen, die örtliche Zuständigkeit der Vizepräsidenten aufzuheben und nur noch eine Ressortverteilung vorzunehmen. Als Sitz der Fachhochschule solle anstelle von Emden Oldenburg ins Auge gefasst werden.
Akzeptiert wurde im Gutachten, dass die Studierenden die Lehrveranstaltungen lediglich an einem Studienort besuchen, von apparativ begründeten Ausnahmen (z. B. Spezial-Labore) abgesehen, und dass die Serviceleistungen für die studentischen Angelegenheiten an den einzelnen Studienorten vorgehalten wurden.
Ein Zusammenschluss der Universität Oldenburg mit der FH-OOW (Standort Oldenburg) zur Hochschule Oldenburg wurde im Juni 2008 durch starken Widerstand der Universität verhindert.

### Randinformationen
Der Akademische Senat hatte sich in einer Sitzung am 17. Juni 2003 für Hochschule 5 als neuen Namen der Fachhochschule Oldenburg/Ostfriesland/Wilhelmshaven ausgesprochen, da sich der im Rahmen der Fusion vom Niedersächsischen Landtag festgelegte Name für die tägliche Handhabung als zu lang und damit als ungeeignet empfunden worden war. Dabei sollte die Zahl 5 sowohl für die Studienorte der Hochschule als auch für die Finger einer Hand, mit der der Mensch begreift, lernt und arbeitet und schließlich die Bedeutung der fünf Sinne im Lernprozess stehen. Auf Grund von massiven internen und externen Akzeptanzproblemen wurde der Namensvorschlag jedoch wieder verworfen.
Die Fachhochschule war Gründungsmitglied des Hochschulverbandes „Virtuelle Fachhochschule“ (VFH), der am 30. April 2001 von den Fachhochschulen Brandenburg, Braunschweig-Wolfenbüttel, Lübeck, Oldenburg/Ostfriesland/Wilhelmshaven, Stralsund, der Hochschule Bremerhaven und der Technischen Fachhochschule Berlin gegründet wurde.

### Auftrennung
Am 9. Februar 2009 teilte der Niedersächsische Minister für Wissenschaft und Kultur, Lutz Stratmann, mit, dass die Niedersächsische Landesregierung der Empfehlung der Strukturkommission Zukünftige Entwicklung der Fachhochschule Oldenburg/Ostfriesland/Wilhelmshaven nachkommen werde und die FH OOW in zwei eigenständige Hochschulen aufgeteilt werden soll. Die Standorte Emden und Leer werden eine selbständige Hochschule (Hochschule Emden/Leer); die Standorte Oldenburg, Wilhelmshaven und Elsfleth sollen ein Kooperationsmodell mit der Universität Oldenburg bilden. Die zweite neue Hochschule firmiert unter dem Namen Jade Hochschule.

## Forschung und Lehre

### Fachbereiche und Fächerkanon
An den fünf Studienorten gab es insgesamt neun Fachbereiche, die wiederum rund 70 Studiengänge beinhalteten. Die Fachbereiche verteilten sich auf die Studienorte wie folgt:

#### Oldenburg, Elsfleth
- Fachbereich Architektur
- Fachbereich Bauwesen und Geoinformation
- Fachbereich Seefahrt[9]

#### Emden, Leer
- Fachbereich Technik
- Fachbereich Soziale Arbeit und Gesundheit
- Fachbereich Wirtschaft (inklusive Seefahrt in Leer)

#### Wilhelmshaven
- Fachbereich Ingenieurwissenschaften
- Fachbereich Wirtschaft
- Fachbereich Wirtschaftsingenieurwesen

Die Hochschule hatte im Rahmen des Bologna-Prozesses die Diplom-Studiengänge umstrukturiert.
Zum Wintersemester 2006/2007 wurden alle Studiengänge auf Bachelor- und Master-Studiengänge umgestellt.

### Forschung
Die Forschungsaktivitäten der FH OOW orientierten sich an den angebotenen Disziplinen der Hochschule. Geforscht wurde unter anderem in den Bereichen der Angewandten Wirtschaftsforschung, Biologische Bodensanierung, Meeresbiotechnologie, Angewandte Biotechnologie, Umwelttechnik, Energiequalitätsanalyse, Industrial Informatics, Lasertechnik, Maschinenbau, Geoinformatik, Audiologie, Logistik, Tourismuswirtschaft, Gesundheitswesen, Wirtschaft, Logistik, Maritimen Wirtschaft und Soziale Arbeit.
Die Technologietransferstellen waren die zentralen Anlaufstellen zur Schaffung der verschiedensten Hochschul- und Forschungs- und Entwicklungskontakte. Auf Anfrage von Unternehmen wurde über die jeweilige Kontaktstelle die Abwicklung von Kooperationsprojekten mit Wissenschaftlern und Laboren der Fachhochschule vermittelt und betreut. Eine wichtige Zielgruppe waren die kleinen und mittleren Unternehmen, um sie bei deren Neuerungsaktivitäten zu unterstützen. Darüber hinaus standen die Transferangebote allen anderen Interessenten offen, also auch Großunternehmen oder Einzelpersonen.

## Entfernung zwischen den Studienorten
| Luftlinie in km | Elsfleth | Emden | Leer | Oldenburg | Wilhelmshaven |
| --------------- | -------- | ----- | ---- | --------- | ------------- |
| Elsfleth        | --       | 84    | 67   | 20        | 39            |
| Emden           | 84       | --    | 23   | 71        | 63            |
| Leer            | 67       | 23    | --   | 51        | 55            |
| Oldenburg       | 20       | 71    | 51   | --        | 43            |
| Wilhelmshaven   | 39       | 63    | 55   | 43        | --            |

## Rektoren und Präsidenten
- 2000–2001 Arno Jaudzims
- 2002–2006 Anne Friedrichs
- 2006–2009 Vera Dominke
- 2009 Christiane Claus (kommissarisch)

## Persönlichkeiten
- Horst Neumann-Duesberg (* 1907), Jurist, Landgerichtsrat, von 1955 bis 1962 ordentlicher Professor an der Hochschule für Sozialwissenschaften in Wilhelmshaven[10]
- Harro Ohlenburg (* 1942; † 2011), 1981–1985 und 1989–1995 Rektor der Fachhochschule
- Hans-Christoph Jahr (* 1953), 2000–2007 Professor für Wirtschaftsrecht, Soziologie und Sozialphilosophie. Ab 2001 auch Dekan des Fachbereichs Wirtschaft.